# 모리슨층

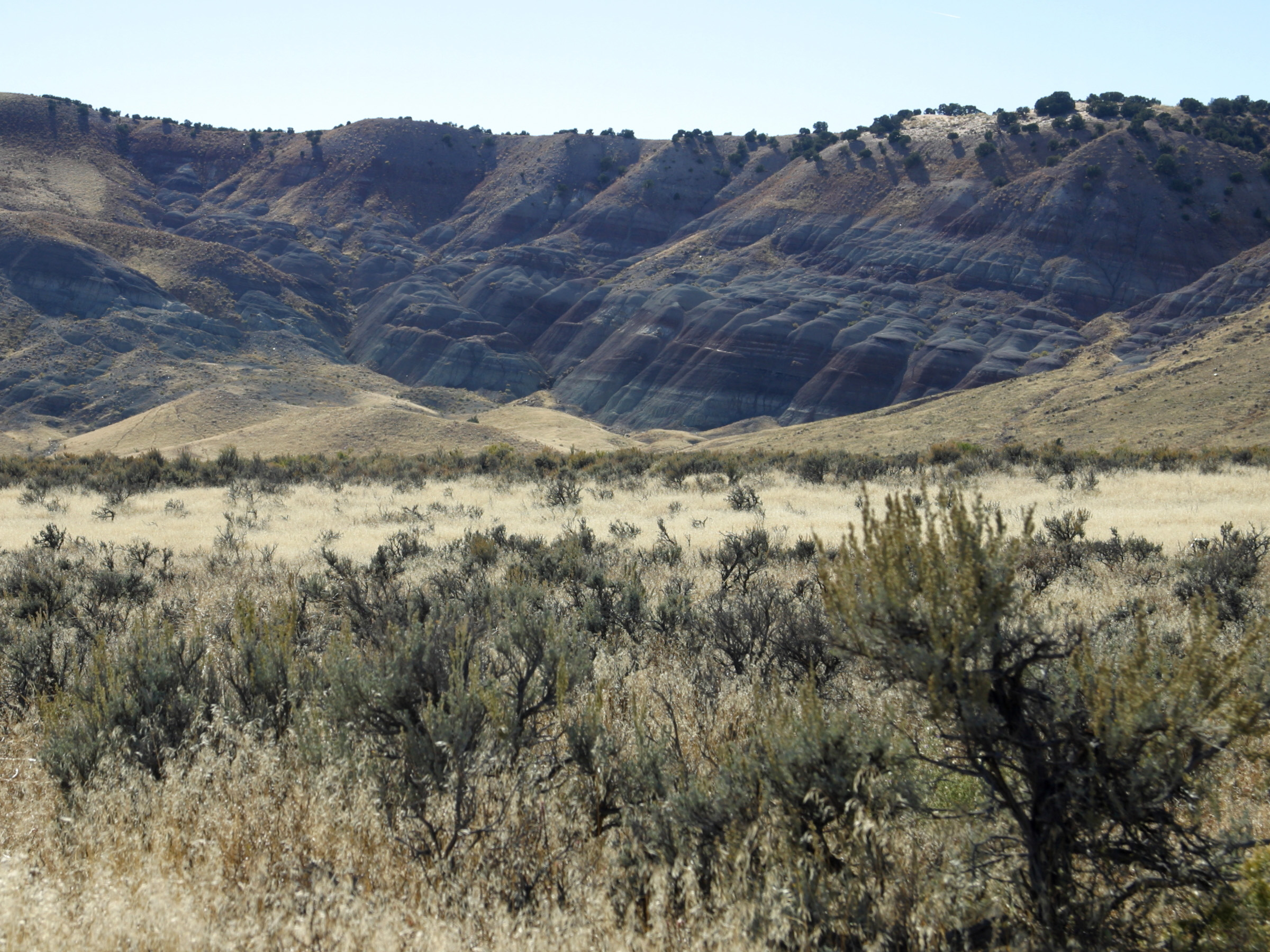

모리슨 층(Morrison Formation)은 북아메리카에서 공룡 화석이 가장 많이 발견된 미국 서부의 쥐라기 말기 퇴적암 지층이다. 구성 암석은 밝은 회색, 초록빛을 띤 회색, 또는 적색의 이암, 사암, 미사암, 석회암이다. 대부분의 화석들은 쥐라기의 강과 범람원 흔적이 있는 녹색의 미사암층과 아래의 사암층에서 발견된다.
이 지층은 와이오밍과 콜로라도에 중심이 있으며 몬태나, 노스다코타, 사우스다코타, 네브래스카, 캔자스에 층이 노출되어 있고 오클라호마, 텍사스, 뉴멕시코, 애리조나, 유타, 아이다호에 좁고 길게 뻗어 있다.
지층의 이름은 아서 레이크가 1877년에 처음 화석을 발견한 뒤 콜로라도주 모리슨을 따서 지어졌다. 같은 해, 모리슨층은 경쟁관계에 있던 두 초기 고생물학자 오스니엘 찰스 마쉬와 에드워드 드링커 코프의 공룡 화석 전쟁 중앙에 놓이게 된다.
콜로라도, 뉴멕시코, 유타에서는 모리슨층이 우라늄 광석의 주 원천이다.